# سسک شالیزار

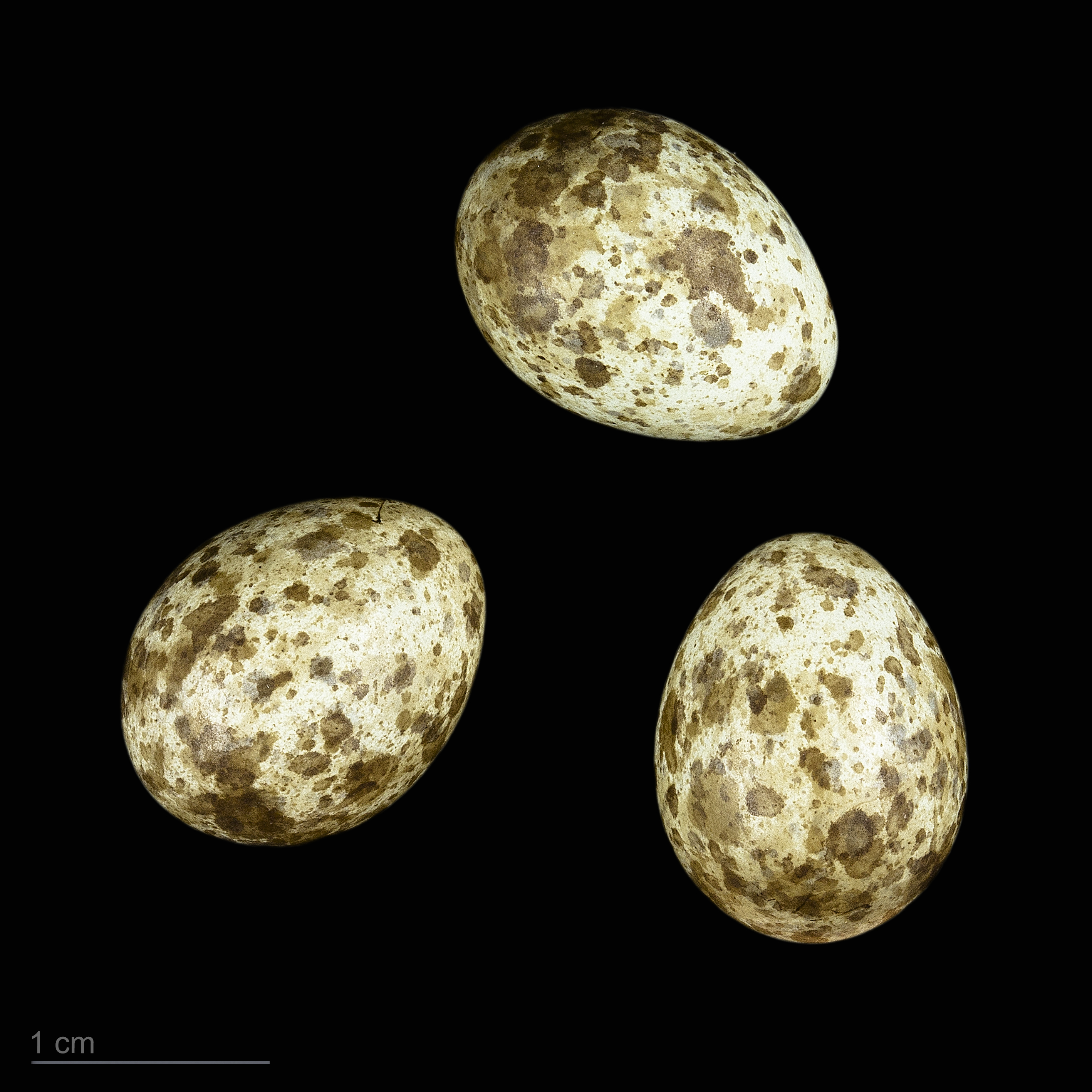
Acrocephalus agricola

سسک شالیزار (نام علمی: Acrocephalus agricola) نام یک گونه از تیره سسکان نیزار است.